# Jonquière Condors
Jonquière Condors byl poloprofesionální kanadský klub ledního hokeje, který sídlil ve Jonquière v provincii Québec. V letech 1997–2002 působil v poloprofesionální soutěži Ligue de hockey semi-professionnelle du Québec. Condors ve své poslední sezóně v LHSPQ (Západní skupina) skončily v základní části na sedmém místě.
Zanikl v roce 2002 přestěhováním do Saguenay, kde byl vytvořen tým Saguenay Paramedic.

## Přehled ligové účasti
Zdroj: 
- 1997–2002: Ligue de hockey semi-professionnelle du Québec